# Аль-Адиль I Абу Бакр ибн Айюб
Аль-Адиль I Сайф ад-Дин Абу Бакр Ахмад ибн Наджм ад-Дин Айюб (или Аль-Адиль I, араб. الملك العادل سيفأبو بكر بن أيوب‎) (1145 — 1218) — четвертый султан из династии Айюбидов, правивший Египтом в 1200—1218 годах. В западном мире был известен под своим лакабом Сайф ад-Дин («Меч Веры»), видоизмененном в Сафадин. Будучи одаренным и эффективным администратором и организатором, оказал решающую военную и политическую поддержку походам своего брата Салах ад-Дина. На протяжении собственного правления сохранял целостность и мощь государства Айюбидов.

## Биография

### Ранние годы
Аль-Адиль был сыном Наджм ад-Дина Айюба и младшим братом Салах ад-Дина. Он родился в июне 1145 года, возможно, в Дамаске. Он был офицером в армии Нур ад-Дина Зенги во время третьего и последнего похода своего дяди Ширкуха в Египет (1168—1169). После смерти Нур ад-Дина в 1174 году аль-Адиль правил Египтом от имени своего брата Саладина и мобилизовал огромные ресурсы этой страны в поддержку кампании брата в Сирии и его войны против крестоносцев (1175—1183). Он был губернатором (эмиром) Алеппо (1183—1186), но вернулся, чтобы управлять Египтом во время Третьего крестового похода (1186—1192). В качестве губернатора северных провинциях (1192—1193), после смерти Салах ад-Дина, он подавил восстание Изз аль-Дина в Мосуле (март 1193), а также стал губернатором Дамаска.

### Борьба за наследство Салах ад-Дина
Ключевым вопросом в правящей семье Айюбидов после смерти Салах ад-Дина был вопрос о том, должна ли власть оставаться в руках сыновей Салах ад-Дина или могла быть передана по принципу старшинства, то есть аль-Адилю. Салах ад-Дин при жизни потребовал от всех эмиров присягнуть его сыну аль-Афдалю, но после смерти султана некоторые из его сыновей не признали власть аль-Афдаля. В последовавших спорах аль-Адиль часто оказался в положении добросовестного посредника между аль-Афдалем и его братом аль-Азизом, пытаясь сохранить мир. В конце концов аль-Адиль пришел к выводу, что аль-Афдаль неспособен править государством, и он поддержал аль-Азиза. Аль-Афдаль был отправлен в изгнание. Смерть аль-Азиза в 1198 года после падения с лошади на охоте возобновила династические споры. Аль-Афдаль был приглашен обратно в Египет, чтобы действовать в качестве регента при двенадцатилетнем преемнике аль-Азиза аль-Мансуре. Аль-Афдаль объединился с братом аз-Захиром, чтобы попытаться изгнать аль-Адиля из Дамаска. Несмотря на неудачную оборону Дамаска (1199), аль-Адиль разбил аль-Афдаля в битве при Бильбейсе в январе 1200 года. В ходе последовавших междоусобиц аль-Адиль смог победить различные комбинации своих родственников и в 1201 году был признан султаном.

### Правление
После своей победы аль-Адиль был провозглашен султаном и мудро правил Египтом и Сирией на протяжении почти двух десятилетий, содействуя торговле и поддерживая хорошие отношения с государствами крестоносцев (1200—1217). Значительную помощь в управлении государством ему оказывал сын аль-Камиль.
Царствование аль-Адиля в целом было направлено на консолидацию, а не на расширение. Султан уже заканчивал пятый десяток, и к этому времени страна почти постоянно находилась в состоянии войны в течение двух десятилетий. Его первой заботой было восстановление султанской казны, которая почти опустела из-за активного строительства его брата аль-Мансура, войны с крестоносцами и борьбы внутри самой династии. Аль-Адиль провел реформы валюты и налогообложения. Об эффективности этих мер можно судить по относительно быстрому восстановлению Египта после землетрясения 1200 года и разливов Нила между 1199 и 1202 годами. Засуха и голод грозили тяжкими последствиями, но ряд мер, включая отправку солдат на земляные работы, позволил султану обеспечить социальную и политическую стабильность, а также экономическое восстановление.
Противодействие новому крестовому походу был второй главной заботой аль-Адиля, и с этой целью он призвал расширить торговлю с европейскими государствами, рассчитывая, что если торговые города Средиземноморья будут заинтересованы в мирной торговле, они будут менее склонны поддерживать новый крестовый поход. Но эти расчеты были разрушены морскими рейдами крестоносцев на Розетту в 1204 и Дамиетту в 1211 годах.
Третья проблема султана состояла в том, чтобы поддерживать свою гегемонию в областях Айюбидов, не прибегая к силе. Он оказался опытным дипломатом и смог избежать каких-либо столкновений после 1201 года. Особое значение имел брак его дочери Дайфы Хатун и сына Салах ад-Дина Аз-Захира Гази в 1212 году, который ознаменовал конец соперничества между двумя ветвями рода. Аль-Адиль также предпринял программу восстановления укреплений в своих владениях, и массивная цитадель Дамаска стала одним из его наиболее заметных достижений в этом отношении.
Территориальные амбиции аль-Адиля были сосредоточены далеко от основных центров государства Айюбидов, в южной Анатолии и северном Ираке. Ему удалось занять значительную часть бывших владений Зенгидов, кроме Мосула и Синджара, а также окрестности озера Ван. Он захватил Ахлат в 1207 году и разрушил государство Шах-Арменидов. В октябре 1210 г. заключил Тридцатилетнее перемирие с царицей (мепе) Грузии Тамарой.

## Смерть и наследие
Одним из основных объектов внешней политики аль-Адиля была попытка избежать запуска нового крестового похода. Однако в сентябре 1217 года новая крестоносная армия высадилась в Акре. Аль-Адиль был совершенно не готов к этому нападению и, несмотря на свои семьдесят два года, стал поспешно собирать свои силы в Палестине и лично встал во главе войска. Кампания в Палестине не принесла ему никакого заметного успеха, а в августе 1218 года он получил шокирующую новость, что вторая армия крестоносцев высадилась в Египте и атаковала Дамиетту. Аль-Адиль заболел и умер в ходе кампании (август 1218), и ему наследовал его сын аль-Камиль.
Правление аль-Адиля предопределило развитие государства Айюбидов на многие годы вперед. После него титул султана остался в руках представителей старшей мужской линии династии. Его потомки контролировали земли от крепости Майяфариккин на крайнем северо-востоке до Египта.

## Образ в ино
В сериале  «Доктор Кто» / Doctor Who (эпизод «Крестовый поход» / The Crusade, 1965; Великобритания), реж. Дуглас Кэмфилд  роль Аль Абдиля сыграл актёр Роджер Эйвон